# سمان الغابة أسود الصدر
سمان الغابة أسود الصدر (الاسم العلمي: Odontophorus leucolaemus) (بالإنجليزية: Black-breasted Wood-quail)‏ هو نوع من الطيور يتبع جنس سمان الغابة من فصيلة سمان العالم الجديد.